# Rubiales
Rubiales е разред покритосеменни растения, използван в някои стари класификации. В системата на Кронкуист той включва две семейства:
- Rubiaceae – Брошови
- Theligonaceae – Телигонови

В системата APG II те са обединени в едно семейство Брошови (Rubiaceae), което е част от разред Gentianales.